# If Day

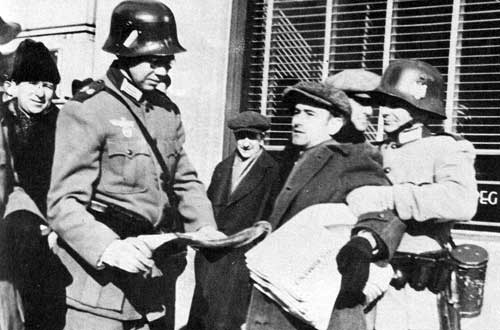
Przebrany za niemieckiego żołnierza uczestnik symulacji dręczy ulicznego sprzedawcę gazet.

If Day (fr. Si un jour) – symulowana inwazja i okupacja przez siły III Rzeszy kanadyjskiego miasta Winnipeg w prowincji Manitoba oraz okolicznych obszarów, która miała miejsce 19 lutego 1942 r. w czasie trwania  II wojny światowej. Akcja przeprowadzona została przez organizację Greater Winnipeg Victory Loan, którą kierował lokalny biznesmen John Draper Perrin. Samo wydarzenie okazało się być największymi zorganizowanymi wówczas ćwiczeniami wojskowymi w Winnipeg.
W ramach If Day zorganizowano zaaranżowaną wymianę ognia między wojskami kanadyjskimi a wolontariuszami przebranymi za niemieckich żołnierzy, internowanie prominentnych polityków, narzucenie nazistowskich władz oraz paradę wojskową. Wydarzenie to stanowiło rodzaj zbiórki na cele wojenne: tego dnia zebrano w Winnipeg ponad 3 miliony dolarów kanadyjskich. Sama symulacja stała się kanwą dla filmu dokumentalnego z 2006 r., a także pojawiła się jako jeden z wątków filmu Guya Maddina pt. Moje Winnipeg.

## Kontekst historyczny

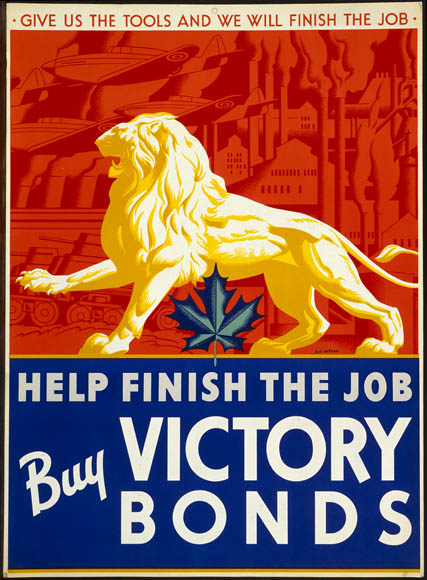
Stworzone przez A. J. Cassona kanadyjskie obligacje wojenne z 1941 r. pn. Give Us The Tools (pl. „Dajcie nam narzędzia”).

If Day było starannie zaplanowaną kampanią promowania zakupu obligacji wojennych, tzw. Victory Bonds. Obligacje, które stanowiły pożyczkę dla władz państwowych na zwiększenie wydatków wojennych, sprzedawane były osobom prywatnym oraz przedsiębiorstwom na terenie całej Kanady. Była to druga taka kampania w czasie trwania II wojny światowej. Rozpoczęła się 16 lutego 1942 r. i trwała do 9 marca tego roku. Celem zbiórki w Manitobie była kwota 45 milionów dolarów kanadyjskich (co stanowi równowartość ok. 655 milionów dolarów w 2016 r.) z czego 24,5 miliona dolarów planowano zebrać w samym Winnipeg. Na czele komitetu organizacyjnego Greater Winnipeg Victory Loan, która stanowiła regionalne odgałęzienie National War Finance Committee, stał John Draper Perrin. Organizatorzy wierzyli, że przybliżenie realiów wojny (czy też ich symulacji) do domów zwykłych ludzi przyczyni się do zmiany nastawienia tych osób, które nie zostały bezpośrednio dotknięte jej skutkami.
Komitet przygotował mapę Manitoby, która została podzielona na 45 sekcji, z których każda reprezentowała 1 milion dolarów planowanych do zebrania. Gdy taka kwota wpływała na konto komitetu ze sprzedaży obligacji, sekcja zostawała „odbijana” spod nazistowskiej okupacji. Sama mapa została powieszona na rogu ulic Portage i Main, jednych z głównych arterii miasta. Ogłoszenia o mającej się odbyć kampanii były publikowane w lokalnej prasie już na kilka dni przed jej rozpoczęciem, choć mimo to wielu mieszkańców zostało zaskoczonych przez „inwazję”. Mieszkańcy sąsiedniego, amerykańskiego stanu Minnesota także zostali ostrzeżeni o mającej się odbyć symulacji. Miało to zapobiec niekontrolowanemu napływowi uciekinierów do schronów, ponieważ dramatyczne w swym wydźwięku „audycje reklamowe” symulacji były odbierane również w tamtych okolicach. Samoloty wojskowe Royal Canadian Air Force, pomalowane w barwy III Rzeszy, przeleciały nad miastem 18 lutego 1942 r. Swoją własną symulację w tym samym dniu przeprowadziło niewielkie, położone na północny wschód od Winnipeg, kanadyjskie miasteczko Selkirk. W czasie tej akcji dokonano symulowanego bombardowania miasta oraz trwającej godzinę przerwy w dostawach prądu, co stanowiło wstęp do głównej symulacji w ramach If Day.

## Przebieg symulacji
W symulacji wzięło udział 3500 członków Armii Kanadyjskiej, reprezentujących wszystkie jednostki stacjonujące w Winnipeg, co uczyniło wówczas to wydarzenie największymi ćwiczeniami wojskowymi w Winnipeg. Siły obrońców dowodzone były przez pułkowników E. A. Pridhama i D. S. McKaya. Żołnierze zostali oddelegowani na potrzeby kampanii z kadr 18  Pułku Zmechanizowanego z Manitoby, Royal Winnipeg Rifles, Queen's Own Cameron Highlanders of Canada, Grenadierów z Winnipeg, Winnipeg Light Infantry oraz Veteran's Guard of Canada (w tym ponad 300 weteranów I wojny światowej), jak również niewielką liczbę rezerwistów, członków wojsk inżynieryjnych i cywilnych grup militarnych. W skład wojsk niemieckich weszli ochotnicy z Young Men's Board of Trade, którzy używali mundurów wypożyczonych z Hollywood, a na ich twarzach były ucharakteryzowane blizny po stoczonych walkach. Dowództwo nad siłami niemieckimi objął Erich von Neurenberg. Na całe wydarzenie wydano łącznie ok. 3000 dolarów kanadyjskich.
Niemieckie patrole pojawiły się w mieście przed godz. 5:30 rano 19 lutego. Prezenter radiowy został aresztowany, a radiostacja przejęta o godz. 5:45. Żołnierze niemieccy zebrali się po zachodniej stronie miasta w pół godziny po pojawieniu się pierwszych patroli. Wojska kanadyjskie zostały zgrupowane w koszarach Fort Osborne oraz arsenałach Minto i Macgregor o godz. 6:30. O godz. 7:00 rano uruchomiono syreny ostrzegawcze oraz zarządzono zaciemnienie w ramach przygotowań do inwazji. Powietrzny blitzkrieg rozpoczął się przed godz. 7:00 od pozorowanego bombardowania. O godz. 7:03 przebrani za Niemców ochotnicy rozpoczęli swój symulowany atak na miasto, które bronione było przez niewielkie grupki czynnych żołnierzy, rezerwistów i cywilów. Obrońcy utworzyli punkty oporu wokół przemysłowej i centralnej części miasta, około 5 km od ratusza, ale już o godz. 7:45 wycofali się na odległość 3 km.

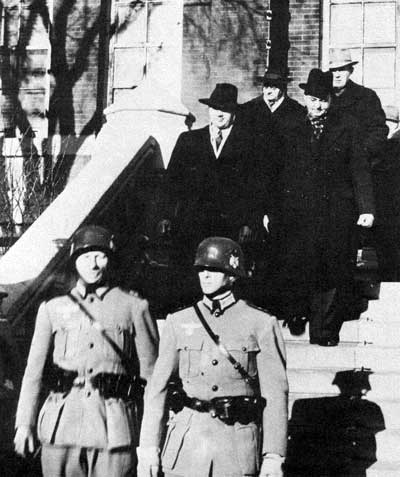
Aresztowani urzędnicy miejscy zostali następnie przetransportowani do zaaranżowanego obozu internowania.

Zaaranżowana wymiana ognia między niemieckimi żołnierzami a obrońcami miasta, uwzględniała również ruchy wojsk na dużą skalę oraz pozorowane wysadzenie głównych mostów. Dziewięć formacji wojskowych utrzymywało trzy pozycje, zachowując się według ściśle określonego scenariusza. Obroną kierowano poprzez rozkazy wydawane za pomocą linii telefonicznych (jedna na każdą formację) oraz lamp błyskowych, które zostały umieszczone w kwaterze dowodzenia w budynku Izby Handlowej. Sposób obrony miasta zastosowany podczas symulacji był podobny do tego jakiego używały wojska francuskie broniące Paryża podczas I wojny światowej, aby dowieźć żołnierzy na front. Wraz ze wzrostem intensywności walk, pozycje na węzłach drogowych oraz kolejowych zajęły lekkie czołgi. Trzydzieści pojazdów sił obrony przeciwlotniczej oraz umiejscowieni na dachach żołnierze otworzyli ogień ze ślepej amunicji do znajdujących się w powietrzu niemieckich myśliwców. pierwsza symulowana ofiara walk została zaraportowana o godz. 8:00. W strategicznych punktach miasta rozlokowano polowe punkty opatrunkowe, które zajmowały się udającymi rannych żołnierzami, a także prawdziwymi poszkodowanymi – jedną osobą, która skręciła kostkę oraz kobietą, które rozcięła sobie kciuk przygotowując poranne śniadanie podczas godzinnego zaciemnienia. 
O godz. 9:30 rano, obrońcy poddali się nacierającym siłom niemieckim, wycofali się do punktu zbornego w centrum miasta, a samo miasto przeszło pod okupację nazistów. Przebierańcy rozpoczęli wówczas szeroko zakrojoną akcję nękania mieszkańców Winnipeg, wysyłając patrole do kolejnych dzielnic. Jedną z głównych ulic miasta, Portage Avenue, przejechał wówczas czołg. Część zatrzymanych przez patrole osób została zamknięta w zaaranżowanym obozie internowania na terenie Lower Fort Garry; wśród nich znajdowało się kilku prominentnych, lokalnych polityków m.in. premier prowincji Manitoba John Bracken (aresztowany wraz z kilkoma swoimi współpracownikami podczas politycznego spotkania), burmistrz Winnipeg John Queen, gubernator porucznik prowincji Manitoba Roland Fairbairn McWilliams oraz wizytujący miasto ambasador Norwegii w Stanach Zjednoczonych Wilhelm de Morgenstierne. Jeden z członków rady, Dan McClean, zdołał uciec, jednak został powtórnie schwytany po intensywnych poszukiwaniach. Szef miejscowej policji, George Smith, uniknął zatrzymania, ponieważ w czasie, gdy niemieccy symulanci wtargnęli do jego biura, przebywał akurat na posiłku na mieście. Brytyjska flaga powiewająca nad Lower Fort Garry została zastąpiona przez nazistowską swastykę, miasto przemianowano na „Himmlerstadt”, a jego główną arterię, Main Street, nazwano „Hitlerstrasse”.
Erich von Neurenberg został mianowany gauleiterem (naczelnikiem okręgu), a wspomagał go George Waight, który objął stanowisko kierownika lokalnego Gestapo. Wkrótce po zajęciu stanowisk ogłosili swoje cele, którymi była pomoc Hitlerowi w zwiększeniu gęstości zaludnienia Kanady poprzez działania kolonizacyjne. Von Neurenberg wydał ponadto specjalny dekret, którego kopie zostały rozwieszone na terenie całego miasta:
1. Terytorium to jest obecnie częścią Wielkiej Rzeszy Niemieckiej i znajduje się pod jurysdykcją płk Ericha Von Neuremburga, gauleitera Führera.
2. Zakazuje się cywilom poruszania po ulicach między 21:30 a świtem.
3. Wszelkie miejsca publiczne przestają być dostępne dla cywilów; nie więcej niż 8 osób może zbierać się w tym samym czasie na jakimkolwiek miejscu.
4. Każdy właściciel domu musi zapewnić zakwaterowanie dla 5 żołnierzy.
5. Wszelkie organizacje militarne, paramilitarne lub o charakterze bractw zostają niniejszym rozwiązane oraz zakazane. Żeńskie oraz męskie organizacje harcerskie oraz podobne młodzieżowe organizacje pozostaną czynne, jednak pod kierownictwem gauleitera oraz wojska.
6. Wszyscy właściciele samochodów osobowych, ciężarówek i busów muszą zarejestrować pojazdy w siedzibie władz okupacyjnych, gdzie zostaną one przejęte przez wojska okupacyjne.
7. Każdy rolnik musi natychmiast zgłosić wszystkie zapasy ziarna oraz żywego inwentarza, ponadto zakazuje się sprzedaży towarów rolnych z wyjątkiem możliwości sprzedaży za pośrednictwem biura komendanta zapasów w Winnipeg. Zakazuje się zatrzymywania jakichkolwiek zapasów na potrzeby konsumpcji własnej; w takim wypadku produkty należy odkupić za pośrednictwem Władzy Centralnej w Winnipeg.
8. Wszystkie symbole narodowe, z wyjątkiem swastyki, muszą zostać natychmiastowo zniszczone.
9. Każdy mieszkaniec otrzyma karty na przysługujące mu racje; żywność oraz odzież można będzie kupić wyłącznie po okazaniu stosownej karty.
10. Następujące przestępstwa karane będą śmiercią:
  1. Próba zorganizowania ruchu oporu skierowanego przeciwko Armii Okupacyjnej.
  2. Wjechanie lub wyjechanie z prowincji bez stosownej zgody.
  3. Niezgłoszenie wszystkich posiadanych dóbr, gdy zostanie nałożony stosowny obowiązek.
  4. Posiadanie broni palnej.

Nikt nie będzie działał, wypowiadał się lub myślał w sposób przeciwny do naszej ustawy.

Stopka Winnipeg Tribune z 19 lutego 1942 r.

Na murach kościołów zostały rozwieszone zawiadomienia zakazujące praktyk religijnych, a księża którzy się temu sprzeciwiali zostali aresztowani. Zatrzymywano autobusy, a ich pasażerowie byli przeszukiwani przez uzbrojonych żołnierzy. Gazeta Winnipeg Tribune została przemianowana na Das Winnipeger Lügenblatt („Gadzinówka Winnipeg”) i zaaranżowana na nazistowską tubę propagandową, której teksty były poddawane znaczącej cenzurze, a strona tytułowa była napisana niemal wyłącznie w języku niemieckim. Opublikowano w gazecie m.in. satyryczny artykuł, w którym napisano: „jest to wielki dzień dla Manitoby... naziści, podobnie jak Fuehrer, są cierpliwi, mili i tolerancyjni, ale ICH CIERPLIWOŚĆ SZYBKO SIĘ WYCZERPUJE”, podczas gdy inny artykuł zawierał „oficjalny dowcip”, zaaprobowany przez niemieckie władze, z którego wszyscy czytelnicy mieli się śmiać pod groźbą kary więzienia. Henry Weppler, sprzedawca gazety Winnipeg Free Press, został zaatakowany, a jego gazety podarte. Samo Winnipeg Free Press opublikowało na pierwszej stronie artykuł nt. „inwazji”, opisując z detalami zniszczenia dokonane przez nazistów w Winnipeg. 
Przed jedną z bibliotek Carnegiego, oddziale Winnipeg Public Library, spalono książki (które zostały wcześniej specjalnie wyselekcjonowane jako uszkodzone lub przestarzałe), a do stołówki lokalnego ubezpieczyciela Great West Life wkroczyli żołnierze i ukradli pracownikom ich posiłki. Z jednego z komisariatów policji zabrano płaszcze ze skór bizonich, które niemieccy żołnierze zaczęli nosić, gdyż temperatura spadła poniżej -8 °C. Dyrektora jednej z lokalnych szkół podstawowych aresztowano i zastąpiono go niemieckim nauczycielem, którego celem było nauczanie „nazistowskiej prawdy”, a dla uczniów liceów w całym mieście przygotowano specjalne lekcje. Niektóre sklepy i domy zostały obrabowane przez niemieckich przebierańców. Kanadyjska waluta została zastąpiona przez fałszywe niemieckie reichsmarki, jedyne banknoty propagandowe, które Kanada wytworzyła podczas wojny.

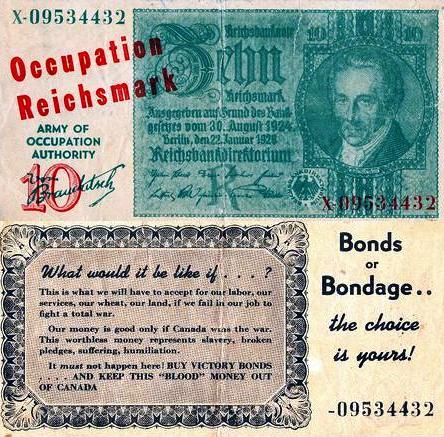
Fałszywa niemiecka reichsmarka. Na rewersie widnieje reklama tzw. Victory Bonds.

Symulacja zakończyła się o 17:30 uroczystym uwolnieniem jeńców, paradą oraz przemowami dygnitarzy. Członkowie komitetu organizacyjnego oraz lokalni przedsiębiorcy przemaszerowali ulicą Portage Avenue z transparentami głoszącymi hasła: „To NIE MOŻE zdarzyć się Tutaj!” i „Kupujcie Obligacje Wojenne”. Po zakończeniu parady, w gmachu należącym do Hudson's Bay Company, zorganizowano bankiet. Ambasador de Morgenstierne opowiadał o swoich doświadczeniach z przebiegu „If Day” oraz tych z rodzinnej Norwegii, sugerując, że „symulacja niemieckiej okupacji (Winnipeg), była realistycznym odwzorowaniem tego jak Niemcy zachowują się w okupowanej przez nazistów Europie”.
Pobliskie miasta również doświadczyły skutków symulowanej inwazji. Przykładowo w miasteczku Neepawa, niemieccy żołnierze zaczepiali tamtejszych przechodniów na ulicach, a miejscowość Virden zostało przemianowane na „Virdenberg”. Z kolei w Brandon planowano przeprowadzić symulowane ataki na niektóre strategiczne budynki. Canadian Broadcasting Corporation nadała w radiu, na obszarze całej prowincji, program nazwany „Swastika over Canada” (Swastyka nad Kanadą), puszczając jednocześnie pieśni wojskowe oraz fragmenty przemówień Adolfa Hitlera.

## Efekty

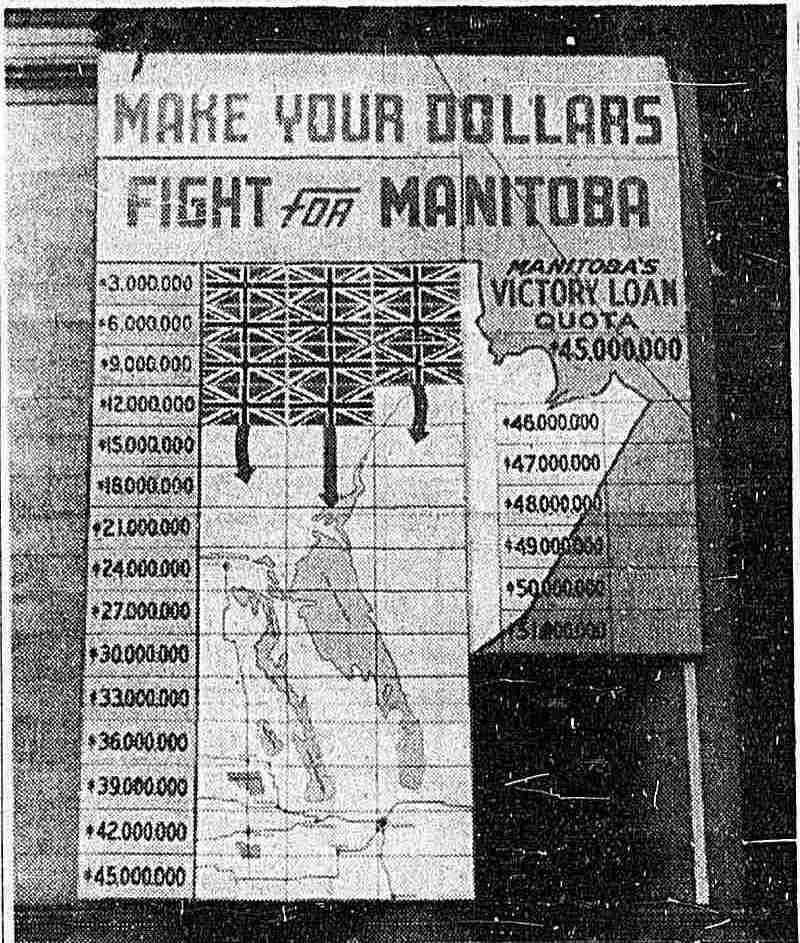
Mapa ukazująca stan sprzedaży obligacji wojennych w Manitobie.

Efektem symulacji była nie tylko o wiele większa niż zakładano sprzedaż obligacji wojennych, ale także zwrócenie uwagi opinii publicznej w Ameryce Północnej na zastosowane w niej innowacyjne techniki. Amerykańskie czasopismo Life rozpowszechniło szereg ilustracji, autorstwa Williama Shrouta, z przebiegu If Day w Winnipeg oraz mniejszych miejscowościach Manitoby. Reporterzy kilku amerykańskich gazet, w tym m.in. Newsweeka, The New York Times i Christian Science Monitor, także byli obecni w czasie realizacji If Day. Operator kamery, Lucien Roy, nagrał materiał na potrzeby kroniki filmowej BBC News. Szacuje się, że około 40 milionów ludzi na całym świecie widziało doniesienia dotyczące przebiegu symulacji w Manitobie.
W ramach kampanii tego dnia zebrano 3,2 miliona dolarów kanadyjskich, co stanowiło dzienny rekord wśród zbiórek przeprowadzanych do tej pory w Winnipeg. Do 24 lutego w samym Winnipeg zebrano ponad 24 miliony dolarów, w dużej mierze dzięki efektowi jaki wywołała wśród obywateli symulacja. Ostateczna kwota zebrana w ramach akcji w całej prowincji Manitoba wyniosła 60 milionów dolarów, a więc dużo więcej niż zakładane, przez organizatorów If Day, 45 milionów dolarów. W ramach akcji w całej Kanadzie na potrzeby działań wojennych udało się zebrać 2 miliardy dolarów, a If Day uznana została za jedną z najbardziej udanych akcji zbiórkowych w historii kraju. Urzędnicy oczekiwali także, iż po przeprowadzeniu kampanii wzrośnie zaciąg rekrutów do armii kanadyjskiej, jednak ten aspekt akcji nie przyniósł spodziewanego efektu. W dniu symulacji w Winnipeg w punkcie rekrutacji do wojska zaciągnęło się 23 rekrutów, co stanowi liczbę mniejszą niż średnia liczba 36 rekrutów, którą osiągnięto w pierwszej połowie lutego, a więc przed rozpoczęciem If Day.
If Day okazało się na tyle skuteczną akcją zbiórkową, że zmobilizowała ona inne społeczności do podjęcia podobnych działań. Rząd federalny Stanów Zjednoczonych skontaktował się z komitetem organizacyjnym wydarzenia, aby zasięgnąć wiedzy na temat szczegółów przeprowadzonej symulacji. W kanadyjskim Vancouver przeprowadzono podobną symulację niemieckiej inwazji, choć na nieco mniejszą skalę, wykorzystując w tym celu rekwizyty użyte w kampanii w Winnipeg.
W 2006 r. Aaron Floresco zrealizował dla telewizji CTV serial dokumentalny pt. Manitoba Moments. Produkcja zawiera między innymi materiały z kroniki filmowej nagranej podczas If Day, jak również wywiady przeprowadzone z historykami oraz uczestnikami symulacji. Również reżyser Guy Maddin zamieścił w swoim filmie, pt. Moje Winnipeg, krótki fragment kroniki filmowej z przebiegu symulacji.